# Laguna Repasto
A  Laguna Repasto  é um lago localizado na Guatemala. Localiza-se no departamento de El Petén, Município de La Libertad.